# Not Me, Not I
Not Me, Not I este un single lansat de Delta Goodrem în 2003. Acesta a atins prima poziție în Australia, devenind al patrulea #1 consecutiv al artistei în această țară. 'Not Me, Not I' a fost lansat ca cel de-al patrulea single lansat de pe albumul Innocent Eyes. Single-ul a fost lansat pe data de 12 septembrie 2003.

## Clasamente
| Clasament                         | Poziția Maximă |                   |
| --------------------------------- | -------------- | ----------------- |
| Australian Singles Chart          | 1              |                   |
| Ireland Singles Chart             | 25             |                   |
| Netherlands Zealand Singles Chart | 40             |                   |
| New Zealand Singles Chart         | 11             |                   |
| UK Singles Chart                  | 18             |                   |
| Clasamentul anului 2003           | Poziția Maximă | Certificat        |
| Australian Singles Chart          | 20             | Platină (70,000+) |

## Lista Melodiilor
Single 1 - Australia
1. „Not Me, Not I” — 4:24
2. „Right There Waiting” — 3:36
3. „Not Me, Not I” (instrumental) — 4:24

Single 2 - Australia
1. „Not Me, Not I” — 4:24
2. „Not Me, Not I” (Recorded Live at [V]HQ) — 3:49
3. „Innocent Eyes” (The Luge Mix) — 5:09

Single 1 - Regatul Unit
1. Not Me, Not I
2. Right There Waiting

Single 2 - Regatul Unit
1. „Not Me, Not I”
2. „Have Yourself a Merry Little Christmas”
3. „Happy Christmas” (War Is Over)
4. „Not Me, Not I” (Recorded Live @ VHQ)
5. „Not Me, Not I” (video)
6. Delta at the Premiile ARIA 2003 (video)
7. „Not Me, Not I” (Live @ Channel [V] HQ video)

Remix-uri Oficiale
- „Not Me, Not I” (Bacci Bro's remix)
- „Not Me, Not I” (Bacci Bro's remix instrumental)
- „Not Me, Not I” (instrumental)